# Korsikansk murreva
Korsikansk murreva (Cymbalaria hepaticifolia) är en grobladsväxtart som först beskrevs av Poiret, och fick sitt nu gällande namn av Richard von Wettstein. Korsikansk murreva ingår i släktet murrevor, och familjen grobladsväxter. Inga underarter finns listade i Catalogue of Life.